# 살렘 알하지리
살렘 알하지리(아랍어: سالم الهاجري, Salem Al-Hajri, 1996년 4월 10일 ~ )는 카타르의 축구 선수로, 현재 카타르 스타스 리그의 알사드 SC와 카타르 축구 국가대표팀에서 수비수, 미드필더로 뛰고 있다.